# Rafael Orozco Maestre
Rafael José Orozco Maestre (Becerril,  24 de marzo de 1954-Barranquilla, 11 de junio de 1992) fue un cantante y compositor colombiano de vallenato, cofundador y voz principal de la agrupación musical El Binomio de Oro junto a Israel Romero desde 1976 hasta su homicidio en 1992.
Considerado uno de los mejores y más completos cantantes del vallenato,a Rafael Orozco, junto a su agrupación, el Binomio de Oro, se le atribuye la internacionalización del género, especialmente en los Estados Unidos y Venezuela.

## Inicios
Nació en Becerril, entonces departamento del Magdalena, el 24 de marzo de 1954, en el hogar de 'Rafita' Orozco y Cristina Maestre, compuesto por trece hermanos, cinco hombres y ocho mujeres. Montado en el burro "el Ñato", de niño vendía agua que recogía en el río Maracas. Inicialmente quiso ser acordeonista como su padre. También cantaba rancheras que aprendía en películas mexicanas exhibidas en el teatro del viejo Juan, y baladas de Yaco Monti, en esa época su cantante preferido.
Cursó estudios secundarios en el Colegio Nacional Loperena de Valledupar y en una Semana Cultural resultó ganador en un concurso de canto ante Juvenal Daza, Octavio Daza, Adalberto Ariño y Diomedes Díaz, quien en el evento interpretó "Cariñito de mi vida", canción que Rafael Orozco hizo famosa y que fue su primer éxito, grabado con Emilio Oviedo en 1975, en la misma canción le pone el célebre apodo al cantante guajiro “El Cacique De La Junta”.
Gracias al éxito alcanzado, Rafael Orozco fue cantante de Luciano Poveda y su conjunto, pero solo para animar fiestas privadas. Después estuvo con Julio de la Ossa como guacharaquero, igualmente sin grabar. Orozco grabó por primera vez con el acordeonista Emilio Oviedo en 1975. Con ellos, Orozco consolidó su propio estilo diferente del vallenato clásico representado por "Los playoneros del Cesar", "Bovea y sus vallenatos", Alfredo Gutiérrez, Jorge Oñate, Los Hermanos Zuleta, entre otros.

## El Binomio de Oro
Rafael Orozco e Israel Romero se conocieron por primera vez en un colegio de Manaure, Cesar, donde Orozco cantó en una fiesta. Después afianzaron su amistad en un cumpleaños de Poncho Zuleta.
En Barranquilla, Rafael coincidió con Israel en el cumpleaños de Mario Ceballos Araújo, rector de la Universidad Autónoma del Caribe, y tocaron por primera vez juntos. Dos meses más tarde se consolidó el nacimiento de la agrupación musical El Binomio de Oro en el cumpleaños de Lenín Bueno Suárez también en Barranquilla, en 1976.
Con el Binomio de Oro, Orozco se hizo merecedor de tres Congos de Oro en el Festival de Orquestas del carnaval de Barranquilla, 16 discos de oro y dos de platino por ventas millonarias, distinciones y galardones en Venezuela (donde el grupo era invitado recurrente al programa de Venevisión Súper Sábado Sensacional), Panamá y Estados Unidos. Orozco incursionó en la composición al final de su vida; fue autor de los temas "Solo para ti", “Solo por ti” y “La historia de un corazón”.

## Vida personal
Rafael Orozco se casó con Clara Elena Cabello Sarmiento (natural de Urumita, La Guajira) en la iglesia de Santa Bernardita de Barranquilla, el 5 de marzo de 1976. Tuvieron tres hijas, Kelly Johanna, Wendy Yurany y Loraine.
Orozco era aficionado al fútbol, hincha del Junior (en cuyo homenaje grabó una canción en colaboración con Juan Piña, "El Cumbión del Junior") y de la Selección Colombia. Estudió varios semestres de Administración de Empresas en la Universidad Autónoma del Caribe antes de dedicarse a la música.

## Homicidio
Rafael Orozco había llegado a Barranquilla el 9 de junio de 1992 tras una ausencia de 45 días en razón de sus compromisos artísticos en Venezuela y el interior de Colombia. En la noche del 11 de junio de 1992, las hijas de Orozco dieron una fiesta en su residencia para celebrar el fin del semestre escolar. Pasadas las 9:00 p. m., Alfonso Ariza De la Hoz y Francisco Javier Corena, ayudantes de la agrupación musical de Diomedes Díaz, llegaron a la casa de Orozco, ubicada en el barrio Villa Santos de la capital del Atlántico, solicitando al cantante para pedirle prestados unos instrumentos musicales y dinero. Orozco los atendió afuera de la casa con el fin de no interrumpir la fiesta. Se encontraban dialogando cuando a las 9:45 p. m. un pistolero le disparó a Orozco en diez ocasiones, haciendo blanco en su humanidad en nueve oportunidades (en la región occipital, en el rostro, en la espalda y en la región glútea), ocasionándole la muerte en el acto. Orozco fue trasladado a la Clínica del Caribe por su esposa, pero llegó sin vida y fue declarado muerto a las 10:00 p. m.
Entre los móviles del asesinato se barajaron la relación extramatrimonial que Orozco sostenía con María Angélica Navarro Ogliastri (quien había sido esposa del después congresista Armando Benedetti) y quien para entonces también mantenía una relación sentimental con el ganadero y narcotraficante José Reinaldo "El Nano" Fiallo Jácome, y un ajuste de cuentas por la supuesta implicación de Orozco en el narcotráfico. Por el crimen fueron aprehendidos como autor material el ingeniero Jorge Navarro Insignares (padre de María Angélica); su hijo Jorge Enrique; Alfonso Ariza De la Hoz y Francisco Javier Corena (como cómplices); Orby Campo Valdeblánquez, Diomedes Zubiría Redondo y Porfirio Zubiría Redondo (como autores materiales según la versión de Javier Enrique Arias Martínez, quien posteriormente dijo llamarse José Luis Ospino Ariza); y Ever Antonio Zubiría Redondo, pero todos quedaron libres al determinarse que no tuvieron nada que ver con el asesinato.
A principios del mes de julio de 1992, una acción de tutela interpuesta por la familia de Rafael Orozco contra los periódicos El Heraldo, La Libertad y El Espacio fue fallada a favor de los demandantes para que se abstuvieran de publicar aspectos y fotos de la vida íntima del cantante, de su viuda y de sus hijas.
El 19 de agosto de 1998, el Juzgado Cuarto Penal del Circuito de Barranquilla dictaminó que Orozco fue asesinado por Sergio González Torres, escolta de "El Nano" Fiallo, y que el crimen obedeció a móviles pasionales, por el mencionado triángulo amoroso entre Orozco, Navarro y Fiallo. Entre las pruebas de la Fiscalía se encontraban las pruebas de balística que establecieron que Orozco había sido acribillado con la pistola Heckler & Koch modelo P7 K3, calibre 7,65 que fue hallada en poder de Fiallo el día de su asesinato, y una carta dirigida desde la cárcel por Mario Alzate Urquijo al entonces fiscal general de la Nación, Gustavo de Greiff, en la que revelaba que "el Nano" Fiallo expresó en su presencia y la de otros narcotraficantes que tenía el respaldo de su patrón, alias "Camilo", para eliminar a Rafael Orozco, porque este tenía una relación con su novia.
Sin embargo, una serie de muertes se dieron posteriores al asesinato de Rafael Orozco: Víctor Herrera Ortega, celador de una construcción vecina a la residencia de Rafael Orozco, que presenció el crimen, desapareció después de declarar al día siguiente de los acontecimientos, Alfonso Ariza De la Hoz y Francisco Javier Corena fueron sacados de sus casas y desaparecieron después de su última indagatoria el 4 de agosto de 1992, José Reinaldo "El Nano" Fiallo y su escolta Sergio González fueron asesinados en Medellín el 18 de noviembre de 1992, y Orby Campo Valdeblánquez fue asesinado en Barranquilla el 4 de abril de 1993. Además, el fiscal que inició el proceso, Jorge Paternostro, falleció ahogado en las aguas de un arroyo en Barranquilla el 16 de julio de 1993. El periodista Fabio Poveda Márquez (amigo muy cercano de Orozco) y el acordeonista de Diomedes Díaz al momento de los hechos, Juancho Rois, quienes también declararon en el proceso, murieron poco después.

## Funeral

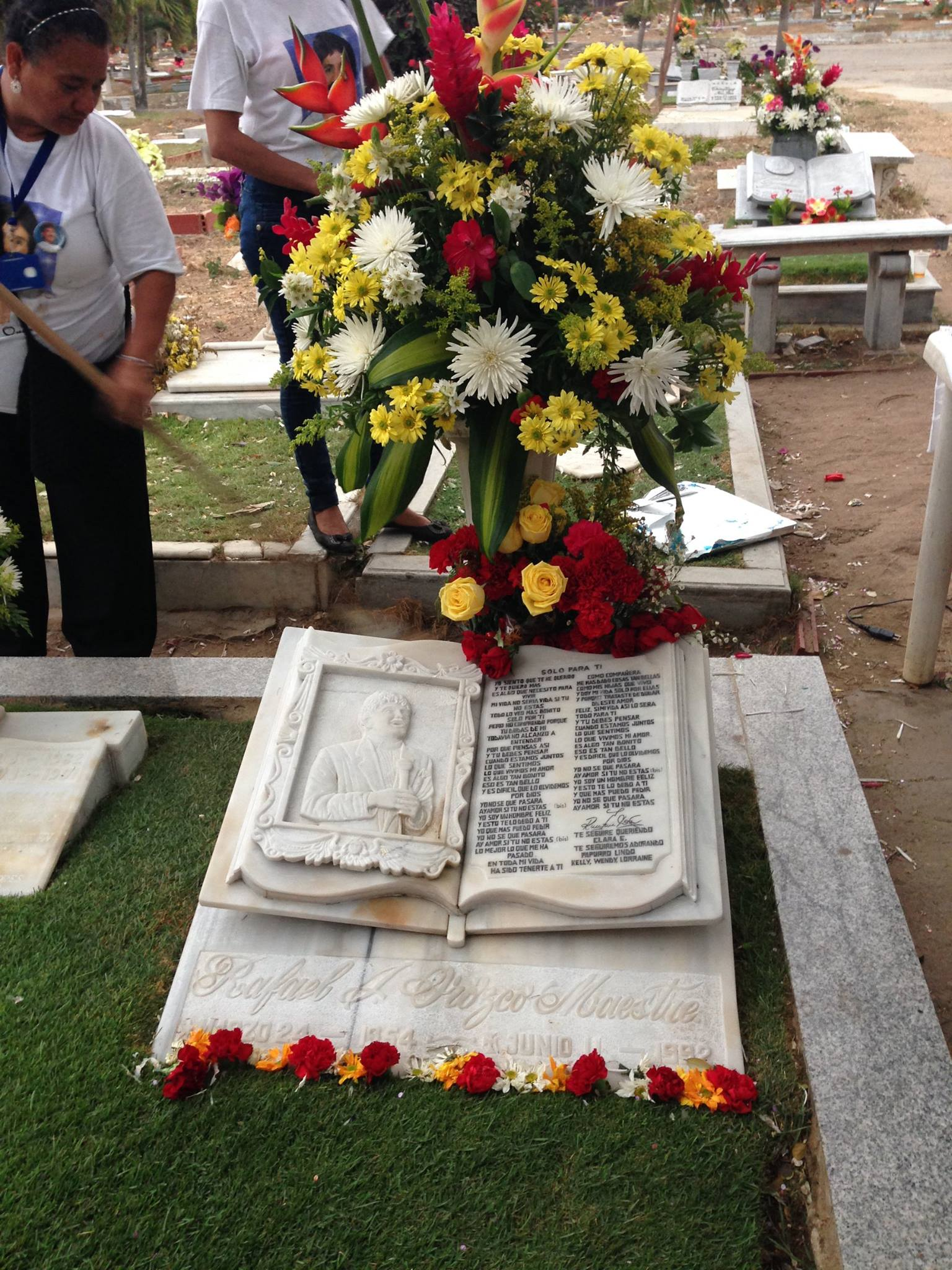
Tumba de Rafael Orozco en el cementerio Jardines del Recuerdo, Barranquilla.

Los restos de Rafael Orozco fueron velados en la funeraria Jardines del Recuerdo de Barranquilla, pero a causa de que la multitud crecía sin control, el féretro fue trasladado sucesivamente a recintos cada vez más grandes: la iglesia del Carmen, la Catedral y por último el coliseo cubierto Humberto Perea, donde se realizó una misa campal. De allí, su cuerpo fue trasladado en multitudinario recorrido de unos 8 km al cementerio Jardines del Recuerdo, donde fue sepultado al final de la tarde del 12 de junio de 1992 en medio de una multitud llegada de diferentes partes de Colombia y Venezuela, donde incluso hubo transmisión en vivo de los actos fúnebres por Venevisión.
Muchas personalidades se hicieron presentes en el velorio y en el entierro, entre ellas varios colegas cantantes y acordeonistas como Jorge Oñate, Miguel Morales, Aníbal Velásquez, Raúl "Chiche" Martínez, Marcos Díaz, Carlos Malo, Jesualdo Bolaños, Emilio Oviedo, Juan Piña, Alberto Villa, Joe Arroyo y Rafael Escalona, entre otros, quienes al momento de ser enterrado el ataúd entonaron varias de las canciones más famosas del Binomio de Oro, como La creciente, Eterno enamorado, Momentos de amor y Dime, pajarito. Al mismo tiempo, en la plaza Alfonso López de Valledupar se llevó a cabo una multitudinaria concentración en la que miles de personas sacaron pañuelos blancos y clamaron justicia.

## Discografía
Con Emilio Oviedo
- 1975: Adelante (Codiscos).
- 1975: Con sentimiento (Codiscos).

Con El Binomio de Oro
- 1976: El Binomio de Oro
- 1977: Por lo alto
- 1978: Los elegidos
- 1978: Enamorado como siempre
- 1979: SuperVallenato
- 1980: De caché
- 1980: Clase aparte
- 1981: 5 años de oro
- 1982: Festival Vallenato
- 1982-1983: Fuera de serie
- 1983: Mucha calidad
- 1984: Somos el vallenato
- 1985: Superior
- 1986: El Binomio de Oro 1986
- 1987: En concierto
- 1988: El Binomio de Oro presenta a Gustavo Gutiérrez, el poeta vallenato
- 1988: Internacional
- 1989: De exportación
- 1990: De fiesta con El Binomio de Oro
- 1991: De América
- 1992: Por siempre (temas inéditos)

## Televisión
Entre 1977 y 1992, el Binomio de Oro se presenta en programas musicales como , El show de las estrellas y Embajadores de la música colombiana, los primeros, de la programadora Jorge Barón Televisión. En 2011, Jorge Martínez Fonseca, imitador de Rafael Orozco, ganó el concurso de imitación de artistas Yo me llamo de Caracol Televisión.
Entre el 20 de noviembre de 2012 y el 1.° de abril de 2013, el canal Caracol transmitió la telenovela Rafael Orozco, el ídolo, basada en su vida y protagonizada por Alejandro Palacio y Taliana Vargas.
En 2015 fue personificado en Diomedes, el Cacique de La Junta, bionovela del Canal RCN bajo el nombre de Israel Osorio, interpretado por el cantante Orlando Acosta.